# Мілан Рундіч
Мілан Рундіч (серб. Милан Рундић, нар. 29 березня 1992, Белград, Сербія) — сербський футболіст, центральний захисник польського клубу «Ракув».

## Ігрова кар'єра
Свою футбольну кар'єру Мілан Рундіч починав у сербському клубі «Колубара», де свій перший матч на професійному рівні Рундіч зіграв у березні 2011 року. У 2013 році Рундіч три гри провів у складі хорватського «Інтера» з Запрешича. Та вже влітку того року захисник перебрався до стану словацького клубу «Тренчин». Разом з яким виграв Кубок Словаччини та дебютував у єврокубках. У фінальному матчі Кубка саме удар рундіча у післяматчевій серії пенальті став переможним для команди.
Ще два роки Рундіч провів у Словаччині, захищаючи кольори столичного клубу «Слована».
У 2020 році футболіст перебрався до сусідньої Польщі, де приєднався до клубу «Подбескідзе». Але за підсумками сезону клуб покинув Екстракласу, а сам Рундіч перейшов до іншого клубу еліти - «Ракува» з Ченстохова. У складі якого за два тижні після трансферу виграв суперкубок Польщі та зіграв у Лізі конференцій.

## Досягнення
Тренчин
 Чемпіон Словаччини (2): 2014/15, 2015/16
 Переможець Кубка Словаччини (2): 2014/15, 2015/16
Слован (Братислава)
 Чемпіон Словаччини: 2018/19
 Переможець Кубок Словаччини з футболу (2): 2016/17, 2017/18
Ракув
 Переможець Суперкубка Польщі (2): 2021, 2022
 Переможець Кубка Польщі: 2021/22
 Чемпіон Польщі: 2022/23